# オー!
『オー!』（Ho!）は1968年のフランスの映画。
ロベール・アンリコ監督の作品で、出演はジャン＝ポール・ベルモンドなど。
フランスでは、1774340人の観客動員を記録した。
日本では、2020年に『ジャン＝ポール・ベルモンド傑作選』として、「大盗賊」「大頭脳」「恐怖に襲われた街」「危険を買う男」「ムッシュとマドモアゼル」「警部」「プロフェッショナル」とともに上映された。

## キャスト
※括弧内は日本語吹替（初回放送1972年9月25日『月曜ロードショー』）
- フランソワ：ジャン＝ポール・ベルモンド（堀勝之祐）
- ベネディット：ジョアンナ・シムカス（鈴木弘子）
- ポール：アラン・モテ
- ロバート：レイモン・ビュシェール
- ガブリエル：ポール・クローシェ
- キャンター：シドニー・チャップリン（飯塚昭三）

## スタッフ
- 監督：ロベール・アンリコ
- 原作：ジョゼ・ジョヴァンニ
- 脚本：ピエール・ペルグリ、リュシエンヌ・アモン
- 撮影：ジャン・ボフェティ
- 音楽：フランソワ・ド・ルーベ